# Miasto Stołeczne Rzym
Miasto Stołeczne Rzym (wł. Città metropolitana di Roma Capitale) – miasto metropolitalne we Włoszech, z centrum zlokalizowanym w Rzymie. Obejmuje centrum administracyjne Rzym (włos. comune speciale) oraz jej obszar metropolitalny. Burmistrzem metropolii (włos. Sindaco metropolitano) jest Virginia Raggi.
Postanowienie o utworzeniu powstało 7 kwietnia 2014. Weszło w życie z dniem 1 stycznia 2015 roku i zastąpiło prowincję Rzym.
Dane statystyczne:
- 24 306 € – średni dochód roczny (2014)
- 486 284 zarejestrowanych firm (75,5% regionu Lacjum, 8% Włoch)
- Stopa bezrobocia: 9,8%
- 17,5 mln turystów rocznie
- 16 uniwersytetów
- 4,5 mld € eksportu w pierwszych 6 miesiącach 2017 r
  - główni odbiorcy to Niemcy: 17,6%, USA: 9,6%, Francja: 8,3%
  - najbardziej eksportowane towary: samoloty i pojazdy kosmiczne (10,9%), metale szlachetne, metale nieżelazne, paliwa jądrowe (8,7%), produkty chemiczne (8,3%)
- śr. ceny mieszkań: centrum Rzymu: 6030 €/m2, inne dzielnice Rzymu: 3358 €/m2, pozostałe: 2327 €/m2

## Podział administracyjny
121 gmin:
- Affile
- Agosta
- Albano Laziale
- Allumiere
- Anguillara Sabazia
- Anticoli Corrado
- Anzio
- Arcinazzo Romano
- Ardea
- Ariccia
- Arsoli
- Artena
- Bellegra
- Bracciano
- Camerata Nuova
- Campagnano di Roma
- Canale Monterano
- Canterano
- Capena
- Capranica Prenestina
- Carpineto Romano
- Casape
- Castel Gandolfo
- Castel Madama
- Castel San Pietro Romano
- Castelnuovo di Porto
- Cave
- Cerreto Laziale
- Cervara di Roma
- Cerveteri
- Ciampino
- Ciciliano
- Cineto Romano
- Civitavecchia
- Civitella San Paolo
- Colleferro
- Colonna
- Fiano Romano
- Filacciano
- Fiumicino
- Fonte Nuova
- Formello
- Frascati
- Gallicano nel Lazio
- Gavignano
- Genazzano
- Genzano di Roma
- Gerano
- Gorga
- Grottaferrata
- Guidonia Montecelio
- Jenne
- Labico
- Ladispoli
- Lanuvio
- Lariano
- Licenza
- Magliano Romano
- Mandela
- Manziana
- Marano Equo
- Marcellina
- Marino
- Mazzano Romano
- Mentana
- Monte Compatri
- Monte Porzio Catone
- Monteflavio
- Montelanico
- Montelibretti
- Monterotondo
- Montorio Romano
- Moricone
- Morlupo
- Nazzano
- Nemi
- Nerola
- Nettuno
- Olevano Romano
- Palestrina
- Palombara Sabina
- Percile
- Pisoniano
- Poli
- Pomezia
- Ponzano Romano
- Riano
- Rignano Flaminio
- Riofreddo
- Rocca Canterano
- Rocca Priora
- Rocca Santo Stefano
- Rocca di Cave
- Rocca di Papa
- Roccagiovine
- Roiate
- Rzym
- Roviano
- Sacrofano
- Sambuci
- San Cesareo
- San Gregorio da Sassola
- San Polo dei Cavalieri
- San Vito Romano
- Sant’Angelo Romano
- Sant’Oreste
- Santa Marinella
- Saracinesco
- Segni
- Subiaco
- Tivoli
- Tolfa
- Torrita Tiberina
- Trevignano Romano
- Vallepietra
- Vallinfreda
- Valmontone
- Velletri
- Vicovaro
- Vivaro Romano
- Zagarolo